# ديريك رامزي
ديريك رامزي (بالإنجليزية: Derek Ramsay)‏ هو عارض وممثل بريطاني، ولد في 7 ديسمبر 1976 بلندن في المملكة المتحدة.

## وصلات خارجية
- ديريك رامزي على موقع IMDb (الإنجليزية)
- ديريك رامزي على موقع قاعدة بيانات الفيلم (الإنجليزية)